# إبراهيم طوقان
إبراهيمُ بْنُ عبدِ الفَتَّاح طُوقان (1323 - 1360 هـ / 1905 - 2 مايو 1941 م) شاعر فلسطيني من نابلس، وهو الأخ الشقيق لفدوى طوقان الملقبة بشاعرة فلسطين، ولأحمد طوقان رئيس وزراء الأردن في بداية سبعينيات القرن العشرين. من أشهر ما كتب نشيد «موطني» الذي أصبح من أشهر الأناشيد الوطنية والقومية العربية واتخذ نشيدا رسميا للعراق بعد عام 2003. توفي في القدس.

## توجهاته الفكرية
كحال معظم أبناء جيله، كان إبراهيم من المنادين بالقومية العربية والمقاومة ضد الاستعمار الأجنبي للأرض العربية ولا سِيَّما الاحتلال البريطاني الذي كان يجثم على فِلَسطين ويعمل على تهويدها. وقد شاركه بهذا التوجه الشعراء الفِلَسطينيون عبد الهادي كامل وعبد الكريم الكرمي وعبد الرحيم محمود وغيرهم.

## تعليمه
تلقى دروسه الابتدائية في المدرسة الرشيدية في القدس، وكانت هذه المدرسة تنهج نهجًا حديثًا مغايرًا لما كانت عليه المدارس في أثناء الحكم العثماني. أكملَ دراسَتَه الثانوية في مدرسة المطران في القدس عام 1919 حيث قضى فيها أربعة أعوام، حيث تتلمذ على يد «نخلة زريق» الذي كان له أثر كبير في تعليمه اللغة العربية والشعر القديم. بعدها التحق بالجامعة الأمريكية في بيروت عام 1923 ومكث فيها ست سنوات نال فيها شهادة الجامعة في الآداب عام 1929.

## حياته العملية
عاد ليدرس في مدرسة النجاح في نابلس، ثم عاد إلى بيروت للتدريس في الكلية السورية البروتستانتية (التي تحولت فيما بعد إلى الجامعة الأمريكية في بيروت) حيث عَمِلَ مدرسًا للغة العربية بين عامي 1931 و1933، ثم عاد بعدها إلى نابُلُس. في عام 1936 تسلم القسم العربي في إذاعة القدس وعُين مُديرًا للبرامجِ العربية وخصص فيها حلقة أسبوعية للشاعر حنا فرح بسبب إعجابه الشديد بمقالاته وشعره، ولكنه لم يبق طويلا هناك حيث أقيل من عمله من قبل سلطات الانتداب البريطاني عام 1940. انتقل بعدها إلى العراق وعملَ مدرسًا في دار المعلمين العالية، ثم عاجله المرض فعاد مريضًا إلى وطنه، ولقب بشاعر الجامعة.

## النشأة
وُلد إبراهيم طوقان في مدينة نابلس عام 1905 لعائلة فلسطينية مثقفة، مشهورة بتقاليدها الوطنية. كانت عائلته جزءًا من النخبة الثقافية في المجتمع الفلسطيني، مما أثر بشكل كبير على شخصيته وتكوينه الفكري. تلقى تعليمه الابتدائي في نابلس قبل أن ينتقل إلى الجامعة الأمريكية في بيروت، حيث درس الأدب العربي والتاريخ. كانت بيروت في ذلك الوقت مركزًا للحركة الفكرية والأدبية في العالم العربي، مما وفر لطوقان بيئة غنية بالأفكار الوطنية والثقافية.
خلال فترة دراسته في بيروت، تأثر طوقان بالأجواء الوطنية السائدة، وبدأ في تطوير أفكاره الأدبية والسياسية التي انعكست لاحقًا في أعماله. كانت بيروت تشهد نشاطًا سياسيًا وثقافيًا مكثفًا، خاصة فيما يتعلق بالقضايا العربية الكبرى مثل الاستعمار والقضية الفلسطينية. هذا التأثير العميق في بيروت ساعد طوقان في تشكيل رؤيته الأدبية والسياسية، وألهمه لاستخدام الأدب كوسيلة للمقاومة.

## العمل في الإعلام الفلسطيني
بعد عودته إلى فلسطين، بدأ طوقان حياته المهنية كمدرس، لكنه سرعان ما وجد نفسه منجذبًا نحو العمل الإعلامي. في أواخر الثلاثينيات، انضم إلى طاقم إذاعة القدس، الإذاعة الرسمية التي كانت تديرها سلطات الانتداب البريطاني. ورغم القيود الرقابية التي فرضتها هذه السلطات، استطاع طوقان بفضل اتقانه الأدب والشعر أن يستخدم هذه المنصة لنقل رسائل سياسية غير مباشرة تعكس الروح الوطنية الفلسطينية.
استخدم طوقان الأدب والشعر كوسيلة لتمرير رسائل وطنية وسياسية بأسلوب فني مبدع. كان يختار قصائد تتضمن معانٍ مزدوجة أو رمزية، بحيث يستطيع المستمع الفلسطيني أن يقرأ بين السطور رسائل تدعو للمقاومة والنضال ضد الاحتلال. كانت هذه الاستراتيجية وسيلة فعالة لتجنب الرقابة البريطانية وفي نفس الوقت توجيه رسائل قوية للجمهور الفلسطيني.

## إسهامه في إذاعة القدس
إبراهيم طوقان تولى مسؤولية القسم العربي في "دار الإذاعة الفلسطينية" بالقدس عام 1936، وهو العام الذي تأسست فيه الإذاعة. خلال هذا المنصب، كان طوقان مسؤولًا عن كتابة وتحرير الكثير من البرامج الإذاعية، بما في ذلك البرامج الثقافية والوطنية التي تهدف إلى تعزيز الهوية الفلسطينية ومقاومة التأثير البريطاني والصهيوني المتزايد.

### برامجه ومساهماته من خلال عمله في إذاعة القدس:

#### برنامج "الحديث الأدبي":
كان هذا البرنامج واحدًا من أهم البرامج الثقافية التي أعدها إبراهيم طوقان. فيه كان طوقان يناقش أبرز القضايا الأدبية والشعرية، ويعرض نصوصًا أدبية مهمة، مع تحليل معمق يوضح جمالياتها وأبعادها الثقافية والوطنية. من خلال هذا البرنامج، كان طوقان يسعى إلى نشر الوعي الأدبي بين المستمعين وتعزيز حب الأدب والشعر، خاصة الشعر الوطني الذي يعكس تطلعات الشعب الفلسطيني.

#### إلقاء قصائده الوطنية:
من خلال إذاعة القدس، كان إبراهيم طوقان يلقي قصائده الوطنية، مثل قصيدته الشهيرة "موطني" التي أصبحت نشيدًا وطنيًا غير رسمي لفلسطين. كانت هذه القصائد تبث عبر الأثير وتصل إلى كل بيت فلسطيني، مما جعلها رمزًا للمقاومة والصمود. كانت كلمات هذه القصائد تشعل حماس الجماهير وتؤكد على الثبات في وجه الاحتلال والانتداب البريطاني.

#### برامج اللغة العربية:
عمل طوقان على إعداد وتقديم برامج تهدف إلى تعزيز اللغة العربية في المجتمع الفلسطيني. كانت هذه البرامج تشمل دروسًا في اللغة وقواعدها، بالإضافة إلى عرض نماذج من الأدب العربي الكلاسيكي والمعاصر. كانت هذه الجهود جزءًا من سعي طوقان للحفاظ على الهوية اللغوية والثقافية للفلسطينيين في مواجهة محاولات التهميش والتغريب.

#### البرامج الثقافية والتاريخية:
لم يقتصر دور طوقان على الشعر فقط، بل كان يقدم برامج تسلط الضوء على التاريخ الفلسطيني والتراث الثقافي. كانت هذه البرامج تهدف إلى ربط الفلسطينيين بجذورهم التاريخية، وتقديم سرديات تعزز من وعيهم بتاريخهم وتقاليدهم. كانت هذه البرامج مهمة بشكل خاص في فترة شهدت محاولات مستمرة لطمس الهوية الفلسطينية.

## الحوادث الشهيرة

### حادثة سموأل بن عادياء
من بين الأحداث التي أثارت جدلًا واسعًا خلال مسيرته الإعلامية، كانت إدخاله لقصة السموأل بن عادياء، الشخصية التوراتية اليهودية، في برنامجه الإذاعي. حاول طوقان من خلال هذه الشخصية الربط بين الأساطير اليهودية والتاريخ الفلسطيني بطريقة تخدم الهوية الفلسطينية. وفقًا لرشيد الخالدي في كتابه "Palestinian Identity" الهوية الفلسطينية ، كان طوقان يسعى إلى إعادة صياغة القصة التوراتية لصالح الفلسطينيين، ولكن هذا التصور أثار جدلًا داخل المجتمع. رأى البعض في ذلك محاولة لتقديم التراث اليهودي كجزء من الهوية الفلسطينية، ما أثار ردود فعل متباينة حول استخدام الأساطير الدينية في الإعلام الوطني.

### ثورة 1936
خلال تغطيته لثورة 1936 الفلسطينية من خلال إذاعة القدس، برزت براعته في استخدام الشعر والأدب كوسيلة لمقاومة الاحتلال البريطاني ودعم الحركة الوطنية. من أبرز الأمثلة على ذلك قصيدته الشهيرة "موطني"، التي كتبها في ظل الثورة وأصبحت فيما بعد نشيدًا وطنيًا فلسطينيًا. عبّرت هذه القصيدة عن الحنين للوطن، والتضحية من أجله، وضرورة المقاومة للاستعمار. من خلال إذاعة القدس، كان لهذه القصيدة تأثير عميق على المستمعين الفلسطينيين، حيث أصبحت رمزًا للأمل والقوة في مواجهة التحديات.
إضافة إلى ذلك، كان طوقان يستضيف برامج أدبية تهدف إلى تنمية الوعي الثقافي والسياسي بين الجمهور الفلسطيني. من خلال قراءة الأدب الوطني وإلقاء الشعر الحماسي، ساهم في تعزيز الروح الوطنية وإلهام الشباب للانخراط في حركة المقاومة. كانت هذه البرامج تُعد بمثابة منصة لتعبئة الجمهور ضد الاحتلال وتشجيعهم على المشاركة في النضال الوطني.

## ثقافته الأدبية وإبداعه الشعري
ولد إبراهيم طوقان في بيئة ثقافية وفكرية غنية، فقد نشأ في أسرة متفتحة على الحياة والعمل والمطالعة والدراسة، فجده كان ينظم الشعر والزجل، وأمه كانت تقرأ على مسامعه القصص والروايات للكثير من الأدباء والكُتَّاب مثل قصص عنترة وأبي زيد الهلالي وسيف بن ذي يزن، وغيرهم. أما والده فقد أعده هو وأخوته للحياة إعدادا يقوم على اللباقة والحكمة ومسايرة الزمن في التطور واكتساب المعرفة.
أتيحت له الفرصة وهو طالب في القدس للالتقاء بالأستاذ الكبير نخلة زريق، الذي قرب إبراهيم طوقان من اللغة العربية والشعر القديم. كان لفترة إقامته في بيروت، في أثناء دراسته في الجامعة الأمريكية لمدة ست سنوات، تأثير كبير على صياغة شخصيته الثقافية وصقل موهبته الإبداعية، فلقد تمكن في أثناء رحلته الدراسية وطلب العلم من إتقان عدة لغات أجنبية، كالإنكليزية فضلًا عن لغات أخرى مثل التركية والألمانية والإسبانية. والتقى في بيروت بنخبة من الأدباء والمفكرين مثل وجيه البارودي وحافظ جميل وعمر فروخ، حيث كونوا معا حلقة أدبية تحت عنوان «دار الندوة». كان أيضًا على صلة وثيقة بالشاعر بشارة الخوري المعروف بالأخطل الصغير.
تعلق إبراهيم طوقان منذ صغره بالقرآن الكريم، من بيانه وبلاغته. إضافةً إلىٰ كونِهِ دائمَ المطالعة لكتب اللغة والأدب العربي.
كتب إبراهيم طوقان الكثير من القصائد والأشعار لأهداف وأغراض متعددة ولكن غلب على شعره غرض الانتماء للوطن، الذي عبر فيه عن هموم الوطن وأبنائه ولا سيما في الفترة التي كانت فيها فلسطين تحت سيطرة الاحتلال البريطاني. انتشرت أشعاره وأناشيده الوطنية في فِلَسطين فعرف بشاعر فِلَسطين وتخطتها إلى عموم الوطن العربي. أما الغرض الآخر الذي أبدع فيه فهو غرض الغزل، الذي مزج فيه عواطف الحب بعواطف الألم.
وقال فيه أحد كتاب نابلس: «عذب النغمات، ساحر الرنات، تقسم بين هوى دفين، ووطن حزين».

## وفاته
توفي يوم الجمعة 2 أيار/مايو 1941 عن عمر ناهز الـ36 عاما،
في مدينة نابلس ودفن فيها.
بعد وفاته، أقيم حفل تأبين بمشاركة أدباء من أنحاء فلسطين في مدرسة النجاح الوطنية في حزيران 1941.

## أعماله الشعرية
نشر شعره في صحف ومجلات عربية. نُشر ديوانه بعد وفاته تحت عنوان ديوان إبراهيم طوقان وصدرت منه عدة طبعات.
- ديوان إبراهيم طوقان (ط 1: دار الشرق الجديد، بيروت، 1955م).
- ديوان إبراهيم طوقان (ط 2: دار الآداب، بيروت، 1965م).
- ديوان إبراهيم طوقان (ط 3: دار القدس، بيروت، 1975م).
- ديوان إبراهيم طوقان (ط 4: دار العودة، بيروت، 1988م).

### أشهر أعماله
من أشهر قصائده التي كتبها في ثلاثينيات القرن العشرين:
- موطني، انتشرت في جميع أرجاء الوطن العربي، وأصبحت النشيد غير الرسمي للشعب الفِلَسطيني منذ ذلك الحين. اتُخذت نشيدا للعراق بعد الغزو الأمريكي للعراق.
- قصيدة يا شهيد الوطن، تم تلحينها من طرف الأمين بشيشي وانتشرت في كل أرجاء الوطن العربي.
- قصيدة الفدائي[15] وحي الشباب
- قصيدة وطني أنت لي والخصم راغم، لحنها الأخوان فليفل وغنتها فرقة الإنشاد العراقية
- قصيدة زيادة الطين.[16]